# Sotnicyno (stacja kolejowa)
Sotnicyno (ros. Сотницыно) – stacja kolejowa w miejscowości Sotnicyno, w rejonie sasowskim, w obwodzie riazańskim, w Rosji. Położona jest na linii Moskwa – Riazań – Samara.